# Wilhelm Münger
Wilhelm Münger (* 23. August 1923 in Meikirch; † 22. Juli 2015 in Basel) war ein Schweizer Architekt, Holzbildhauer, Plastiker und Zeichner.

## Leben und Werk

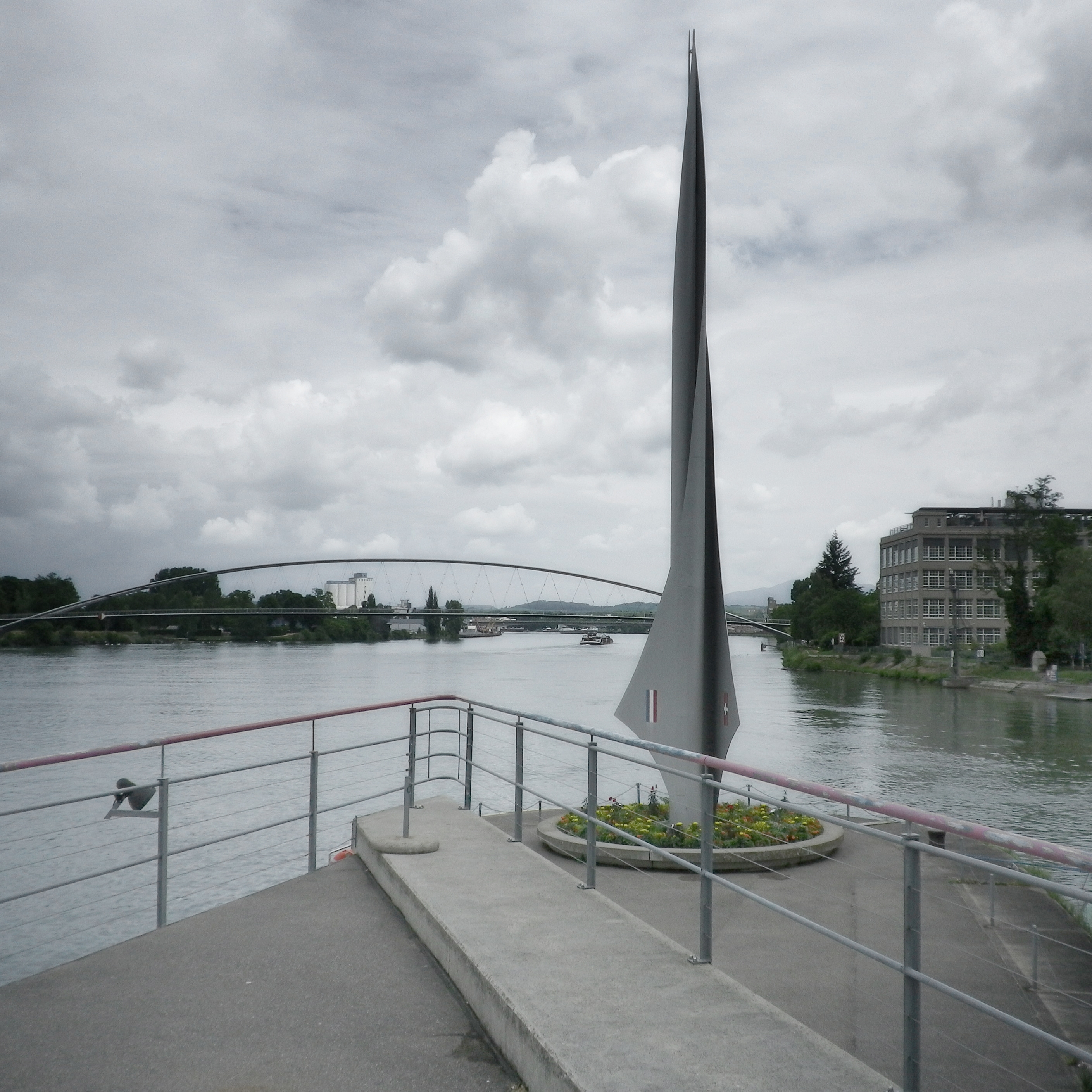
Pylon am Dreiländereck in Basel-Kleinhüningen

Wilhelm Münger war ein Sohn des Wagners Hans Münger. Seine Mutter starb, als er noch ein Kind war. Münger absolvierte eine Schreinerlehre und studierte später Architektur am Technikum Winterthur. 1947 zog er nach Basel und schloss ein Jahr später das Architekturstudium ab. Nach mehreren Stellen in verschiedenen Architekturbüros arbeitete er ab 1954 als selbstständiger Architekt in Basel. In späteren Jahren brachte er das konstruktive Bauen mit der bildenden Kunst in eine wahrnehmbare Beziehung.
Im Auftrag des Rheinschifffahrtsamtes Basel entwarf er die abstrakte, silbern-graue 18,7 m hohe Eisenplastik Pylon, die 1957 am Dreiländereck in Kleinhüningen aufgerichtet wurde. Die Grossplastik symbolisiert die regionale Gemeinschaft der drei Länder Schweiz, Deutschland und Frankreich im nach dem Zweiten Weltkrieg aufblühenden und offenen Europa.
Münger zeigte seine Werke in zahlreichen Einzelausstellungen. Zudem sind sie in den Kunstsammlungen der Helvetia Versicherung, der Novartis und in der Sammlung Grether sowie in mehreren privaten Häusern und Kleinsammlungen vertreten.
Wilhelm Münger fand seine letzte Ruhestätte auf dem Friedhof am Hörnli.